# Proteste in Venezuela seit 2014

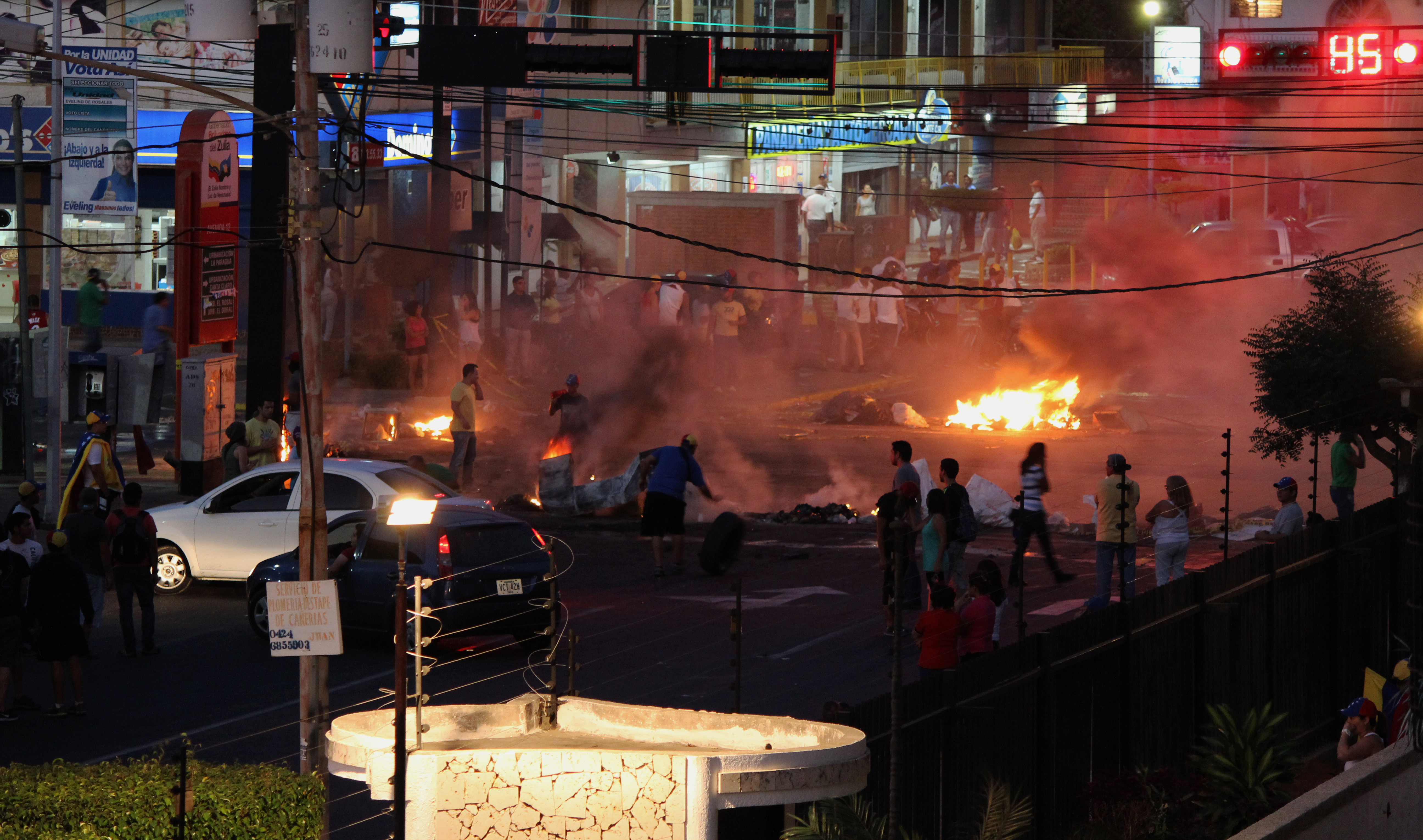
Protest gegen die Regierung von Nicolas Maduro in Maracaibo.

Die Proteste in Venezuela begannen mit Aktionen von Studenten und Angehörigen der Mittelschicht, die seit Februar 2014 öffentlich gegen die Regierung Venezuelas unter Nicolás Maduro protestierten. Die Proteste flauten nach einigen Monaten ergebnislos wieder ab. 2015 errang die Opposition die Mehrheit im Parlament Venezuelas (siehe Parlamentswahlen in Venezuela 2015). Präsident Maduro versuchte mit allen Mitteln, das Parlament an seiner gesetzgeberischen Arbeit zu hindern. Auch ein demokratisch ablaufendes Referendum zur Abwahl Maduros wurde verhindert, weshalb es 2016 zu landesweiten Demonstrationen kam. Die Demonstrationen flammten im April 2017 erneut auf, nachdem Venezuelas Oberster Gerichtshof (Tribunal Superior de Justicia) das von der Opposition dominierte Parlament auflöste und die Gesetzgebungskompetenz auf sich selbst verlagerte.  Zwar wurde der Beschluss wenige Tage darauf wegen internationaler Proteste und „auf Bitten“ Präsident Maduros wieder zurückgenommen, diese Vorgänge waren jedoch der Grund für erneute massive Straßenproteste gegen die sozialistische Regierung, bei denen im April 2017 mindestens 26 Menschen zu Tode kamen. Der Protest bekam zusätzliche Unterstützung durch ehemalige und aktuelle Chavisten, als Nicolas Maduro am 1. Mai eine Verfassunggebende Versammlung einberief.

## Hintergrund

### Proteste 2014
Hintergrund der Proteste waren 2014 eine anhaltende Inflation, hohe Kriminalität, hohe Korruption (siehe Korruption in Venezuela) und ein Mangel an Gütern des täglichen Bedarfs. Die Inflation gehörte mit 57 % zu den höchsten weltweit. Das Wirtschaftswachstum ist mit 2 % im Jahr 2013 für ein Schwellenland gering ausgefallen, und für 2014 wurde sogar eine Rezession befürchtet. Das Defizit in den Haushaltskassen betrug etwa 11 %. Venezuela sollte anstatt der 90 Milliarden US-Dollar nur maximal für 55 Milliarden US-Dollar Öl exportiert haben. Die Leistungsbilanz wird mit 20 Milliarden US-Dollar angegeben. Jedoch ging man davon aus, dass im vergangenen Jahr die Bilanz um 15 bis 20 Milliarden US-Dollar negativ ausgefallen war. Vor diesem Hintergrund vermuten Experten schon damals, dass das Land zwischen 2014 und 2017 Zahlungsschwierigkeiten bekommen könnte.
Die Mordrate lag 2014 auf einem sehr hohen Niveau. Gemäß einer Schätzung waren im Jahr 2012 22.000 beziehungsweise 73 von 100.000 Menschen gewaltsam zu Tode gekommen. Staatliche Sicherheitskräfte sind in vielen Gebieten nicht präsent oder korrupt, was zur Verbreitung von Selbstjustiz führte. Jeder Dritte soll Umfragen zufolge die Möglichkeit haben, einen Mord in Auftrag zu geben. Die Regierung versucht dem mit einer Null-Toleranz-Politik zu begegnen mit der Folge, dass Gefängnisse drastisch überfüllt sind. Trotzdem werden, laut Observatorio Venezolano de Violencia, 90 % aller Verbrechen nie aufgeklärt.
Transparency International listete Venezuela in Bezug auf Korruption auf Rang 165 von 175 Rängen. Die Regierung hat in den letzten Jahren viele Posten unter ihren Anhängern verteilt. 300 Millionen US-Dollar aus den Öleinnahmen seien wegen der Korruption verschwunden.

### Proteste 2017

#### Entmachtung des Parlaments
Am 29. März 2017 entmachtete der Oberste Gerichtshof das von der Opposition dominierte Parlament und hob die Immunität sämtlicher Parlamentarier auf (Urteile 155 und 156). Die gesetzgeberische Gewalt übertrug das Gericht auf sich selbst. Die Gewaltenteilung war damit nun auch praktisch aufgehoben. Begründet wurde das Urteil mit dem angeblichen Wahlbetrug durch die Opposition bei den Parlamentswahlen 2015 und der Vereidigung der umstrittenen Abgeordneten (welche allerdings vom Parlament selber rückgängig gemacht worden war). Ohne die dort gewählten Abgeordneten war die Zwei-Drittel-Mehrheit der Opposition nicht mehr gegeben. Drei Tage nach der Parlamentsauflösung, am 1. April, hob das Gericht seinen Beschluss „auf Bitten“ des Präsidenten Maduro teilweise wieder auf. Zuvor hatte neben dem Ausland selbst die als linientreu geltende Generalstaatsanwältin Luisa Ortega Díaz den Gerichtsbeschluss als verfassungswidrig kritisiert. Am 7. April wurde Oppositionsführer Henrique Capriles wegen angeblicher finanzieller Unregelmäßigkeiten in dem von ihm regierten Bundesstaat Miranda ein 15-jähriges Verbot der Ausführung öffentlicher Ämter auferlegt.
Am 18. August 2017 wurde das von der Opposition dominierte Parlament offiziell entmachtet. Die regierungstreue Verfassunggebende Versammlung nahm ein Dekret an, mit dem das Gremium die Aufgaben des Parlaments übernimmt. Damit verfügt das Parlament über keine Entscheidungsgewalt mehr. Gleichzeitig wurden Ermittlungen gegen Julio Borges und Freddy Guevara, Präsident und Vizepräsident des Parlaments, eingeleitet. Ihnen wird vorgeworfen, Widerstand gegen Staatschef Maduro geleistet zu haben. Zuvor hatte die Kongressführung sich geweigert, der Verfassunggebenden Versammlung die Gefolgschaft zu schwören.
Anfang November 2017 entzogen die De-facto-Institutionen Oberster Gerichtshof und die verfassungsgebende Versammlung dem Vizepräsidenten des De-jure-Parlaments, Freddy Guevara, die parlamentarische Immunität. Damit folgte ein weiterer Schritt des Maduro-Regimes in der vollständigen Zerschlagung des 2015 gewählten Parlaments.

#### Verfassunggebende Versammlung
Am 1. Mai kündigte der venezolanische Präsident Nicolás Maduro an, für den 30. Juli 2017 eine Verfassunggebende Versammlung (Asamblea Nacional Constituyente) einzuberufen. Nach Artikel 349 der venezolanischen Verfassung steht solch eine Versammlung über allen Institutionen; sie kann somit den Staat neu gestalten, Institutionen auflösen, regieren und die Verfassung neu schreiben. Nach Artikel 347 kann jedoch nur der Wähler eine Verfassunggebende Versammlung einberufen, der Präsident darf nach Artikel 348 lediglich dem Wähler die Einberufung empfehlen (z. B. durch eine Volksbefragung). Die Tatsache, dass der Präsident selbst am 1. Mai 2017 die Versammlung einberief, verstärkte die Proteste. Gewerkschaften, Arbeitgeberverbände, Parlament, Studentenvereinigungen und die Staatsanwaltschaft verurteilten die einseitige Einberufung als Staatsstreich.
Die Wahl am 30. Juli 2017 wurde von heftigen Ausschreitungen begleitet. Die Justizbehörden gaben an, dass mindestens acht Menschen getötet wurden, während die Opposition von 15 Todesopfern ausging. Die Chefin der Nationalen Wahlkommission, Tibisay Lucena, gab an, dass acht Millionen Venezolaner ihre Stimme abgegeben hätten (41,5 Prozent Wahlbeteiligung). Insgesamt hätten sich ca. 50.000 Menschen um einen Sitz in der Verfassunggebenden Versammlung beworben, von denen 6100 Kandidaturen für gültig erklärt wurden. Die Kriterien für die Zulassung zur Wahl waren von Maduro aufgestellt worden, der die Wahl als „Erfolg“ wertete. Die Wahl wurde von den USA als „rechtswidrig“ angesehen, und es wurden kurz darauf Finanzsanktionen gegen den Präsidenten beschlossen, nicht aber Sanktionen, die Venezuelas Ölsektor betreffen. Auch Deutschland und die Europäische Union kritisierten die Wahl, während sich Kuba, Bolivien und Nicaragua hinter Maduro stellten.
Wegen des Verdachts auf millionenfachen Wahlbetrug leitete die Generalstaatsanwältin Luisa Ortega Díaz Ermittlungen gegen die Regierung und die Wahlbehörde ein. Sie gilt als eines der Gesichter der Proteste und hatte auch Maduros Pläne für eine verfassunggebende Versammlung kritisiert. Die für die Wahlcomputer zuständige Firma Smartmatic hatte berichtet, dass die Differenz zwischen den tatsächlich abgegebenen Stimmen und der offiziellen Wahlbeteiligung bei „mindestens eine Million“ liege. Präsident Maduro widersprach den Vorwürfen und die konstituierende Sitzung der neuen Verfassunggebenden Versammlung, die 545 Mitglieder zählt, fand am 4. August 2017 statt. Zuvor hatte die Generalstaatsanwaltschaft am Morgen des 4. August einen Eilantrag auf Verbot der geplanten konstituierenden Sitzung eingereicht. Auch der aus Südamerika stammende Papst Franziskus hatte Maduro dazu aufgerufen, auf die umstrittene Versammlung zu verzichten. In Venezuela sind 95 Prozent der 31 Mio. Staatsbürger katholischen Glaubens.

### Proteste 2019

#### Interimspräsident 2019
Im Januar 2019 erklärte sich der Präsident der Nationalversammlung, Juan Guaidó, verfassungsgemäß für den Fall, dass die Regierung ihre Pflichten nicht erfüllt, zum Interimspräsidenten. Während dieser erneuten Straßenproteste starben im Januar 2019 26 Menschen alleine innert der vier Tage bis zum 24. Januar, als der Präsident der Vereinigten Staaten, Donald Trump, Guaidó anerkannte, ebenso wie die Nachbarländer Kolumbien und Brasilien sowie weitere Staaten der OAS. Die Bischofskonferenz Venezuelas hatte die Präsidentschaft Maduros schon zuvor als illegitim erklärt und dem Parlament die alleinige Autorität und Legitimation zugesprochen.
Maduro hatte den Amtseid für seine umstrittene zweite Amtszeit nicht vor dem Parlament abgelegt, sondern laut der 2017 wegen ihrer Kritik abgesetzten venezolanischen Generalstaatsanwältin Luisa Ortega „verfassungswidrig“ vor dem ihm loyalen höchsten Gericht. Am 15. Januar 2019 erklärte die Nationalversammlung Venezuelas künftige Regierungsentscheidungen für nichtig.

## Internationale Reaktionen

### 2014
Der Papst rief im Rahmen einer Generalaudienz im März 2014 alle Venezolaner zu einem Ende der Gewalt auf und sprach die Hoffnung aus, dass sich Politiker und Institutionen für eine nationale Versöhnung einsetzen. Die UNO zeigte sich wegen der Situation in Venezuela besorgt und Ban Ki-Moon forderte die Beteiligten auf, Meinungsverschiedenheiten friedlich auszutragen.

### 2017
Am 12. Juli erklärte eine Gruppe von EU-Parlamentariern, dass sie die erzwungene verfassunggebende Versammlung nicht anerkennen wird. Am selben Tag (12. Juli) verabschiedete die Sozialistische Internationale einstimmig eine Resolution, in der Nicolas Maduro aufgefordert wird, die unbefugte Einberufung der Verfassunggebenden Versammlung abzusagen.
Am 17. Juli rief die Bundesrepublik Deutschland über das Auswärtige Amt Nicolas Maduro dazu auf, das Ergebnis der informellen Volksbefragung vom 16. Juli anzuerkennen und die verfassungswidrige Einberufung einer Verfassunggebenden Versammlung abzusagen. Am selben Tag rief auch die EU-Außenbeauftragte Federica Mogherini die venezolanische Regierung dazu auf. Federica Mogherini erwähnte, dass Sanktionen nicht ausgeschlossen seien, falls die verfassungswidrige verfassunggebende Versammlung tagen sollte. Der Präsident der USA, Donald Trump, kündigte konkrete Wirtschaftssanktionen an, falls die zwangsweise einberufene verfassunggebende Versammlung Venezuela verfassungswidrig regieren sollte.
Am 21. August äußerte sich das deutsche Auswärtige Amt dazu, dass die neue De-facto-Regierung Venezuelas (die verfassunggebende Versammlung) die Gesetzgebungskompetenzen der venezolanischen Nationalversammlung an sich gezogen hat. Für das deutsche Auswärtige Amt ist das „ein weiterer Schritt in der systematischen Aushebelung der demokratischen und verfassungsmäßigen Ordnung in Venezuela“.
Ende August 2017 präsentierten die Vereinten Nationen über den UNHCHR einen Bericht über systematische Menschenrechtsverletzungen und Einschüchterungen von Seiten der venezolanischen Sicherheitskräfte und Regierungsmilizen während der Proteste im Zeitraum vom 1. April bis zum 30. Juli. Insbesondere erwähnt der Bericht, dass bei den Protesten 124 Menschen gewaltsam ums Leben kamen und dass 609 Zivilisten nicht vor zivile Gerichte, sondern vor Militärgerichte geführt wurden.
Anfang September 2017 wurde der Präsident des venezolanischen Parlaments, Julio Borges, von mehreren europäischen Regierungschefs (Mariano Rajoy, Emmanuel Macron, Angela Merkel und Theresa May) empfangen, diese sprachen ihm Unterstützung bei der friedlichen Wiederherstellung der Verfassungsmäßigkeit zu. Diese europäischen Länder unterstützten auch im Jahr 2019 das Vorgehen des Parlamentes von Venezuela.

### 2019

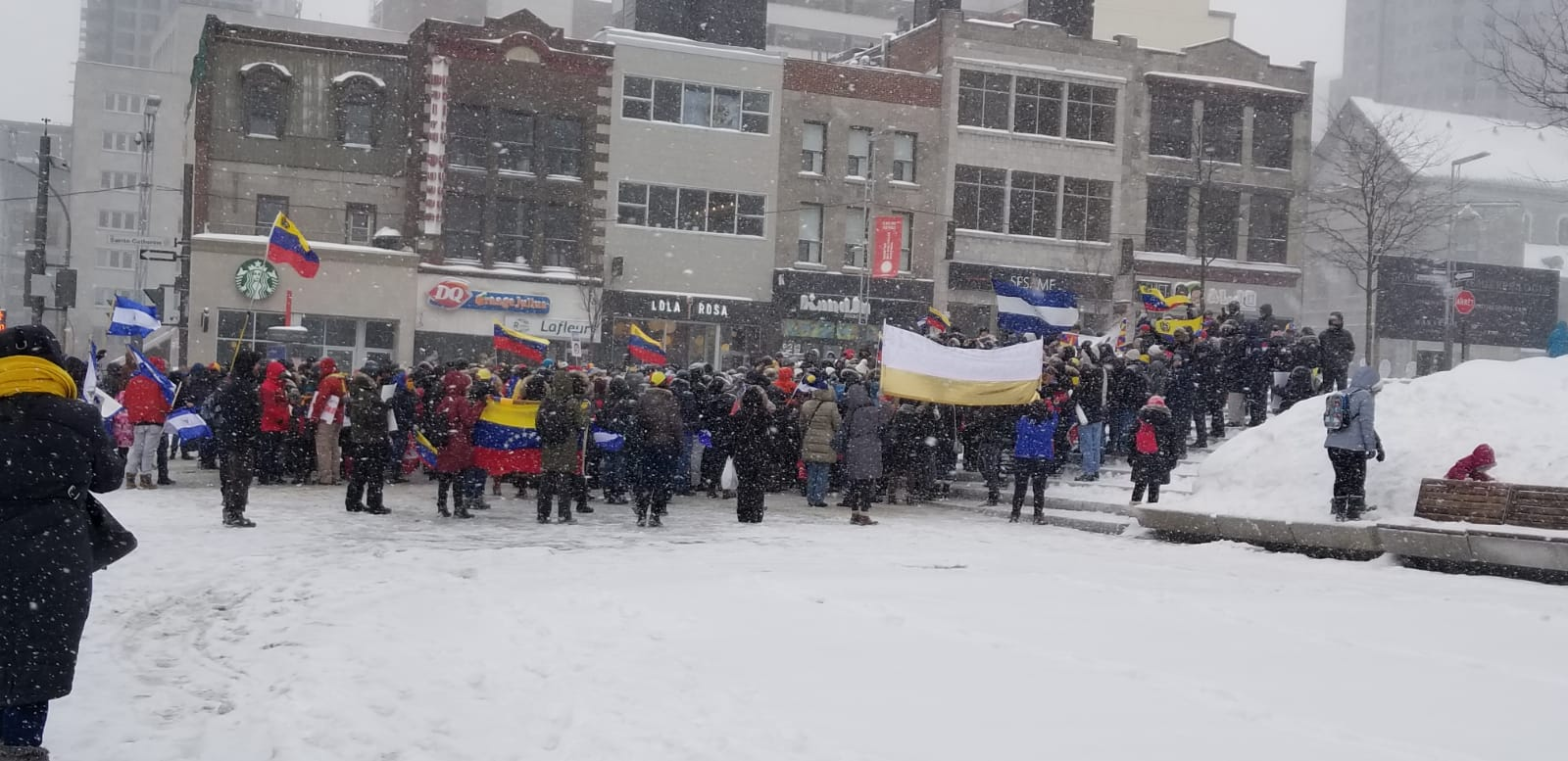
Demonstranten die in Montreal (Kanada) am 2. Februar 2019 Guaidó ihre Unterstützung ausdrücken. Es fallen insbesondere auch die Nicaragua Flaggen auf.

Zahlreiche Regierungen (darunter die Mehrzahl der Südamerikanischen und europäischen Länder sowie die USA und Kanada) erkannten Juan Guaidó als Interimspräsident an. Am 2. Februar fanden in Venezuela und weltweit Demonstrationen statt, um Guaidó zu unterstützen.

## Verlauf 2014

### Februar
Auslöser der Proteste war die versuchte Vergewaltigung einer Studentin am 6. Februar, wobei zuerst in den Andenregionen Studenten auf die Straßen gingen. Am 12. Februar haben tausende Studenten in Großstädten demonstriert, ebenso Anhänger Maduros. Wie in sozialen Netzwerken kolportiert wurde, gab es mehrere Verletzte auf beiden Seiten, als Sicherheitskräfte versuchten, die Demonstranten auseinanderzutreiben. Die Staatsanwältin Luisa Ortega Díaz hat zwei Tote bestätigt, eines der Opfer erlag einem Kopfschuss. Am 13. Februar waren wieder tausende Studenten auf den Straßen. Gegen den Politiker Leopoldo López lag ein Haftbefehl vor, und auch sein Parteibüro wurde vom Geheimdienst durchsucht. Auch Twitter wurde am selben Tag von Regierungsseite manipuliert, da viele Demonstranten Fotos, die die Gewalttätigkeit von Polizisten dokumentierten, hochgeladen haben. Am 14. Februar kamen erstmals Berichte auf, dass inhaftierte Studenten mit Strom gefoltert würden. Am 15. Februar stellte es sich heraus, dass auch Regierungsgegner Fotos manipulierten. So sind Fotos von Protesten aus Chile beziehungsweise aus Griechenland aufgetaucht, welche angebliche Aktionen venezolanischer Sicherheitskräfte belegten. Am 14. und 15. Februar blockierten tausende Demonstranten die Autobahn, wobei die Polizei Tränengas einsetzte. In der Nacht vom 15. auf den 16. Februar wurde das Haus von Leopoldo López und seiner Eltern vom Geheimdienst durchsucht. López jedoch provozierte die Regierung mit einer Videobotschaft und rief zu weiteren Demonstrationen auf. Sollte er festgenommenem werden, so kündigte er an, werde die Situation explodieren. An diesem Tag wurden weitere Menschenrechtsverletzungen bekannt. Es gab Vorwürfe, dass ein Student anal vergewaltigt worden sei. Ein weiterer Student musste in Gefangenschaft seinen Entführer oral befriedigen.

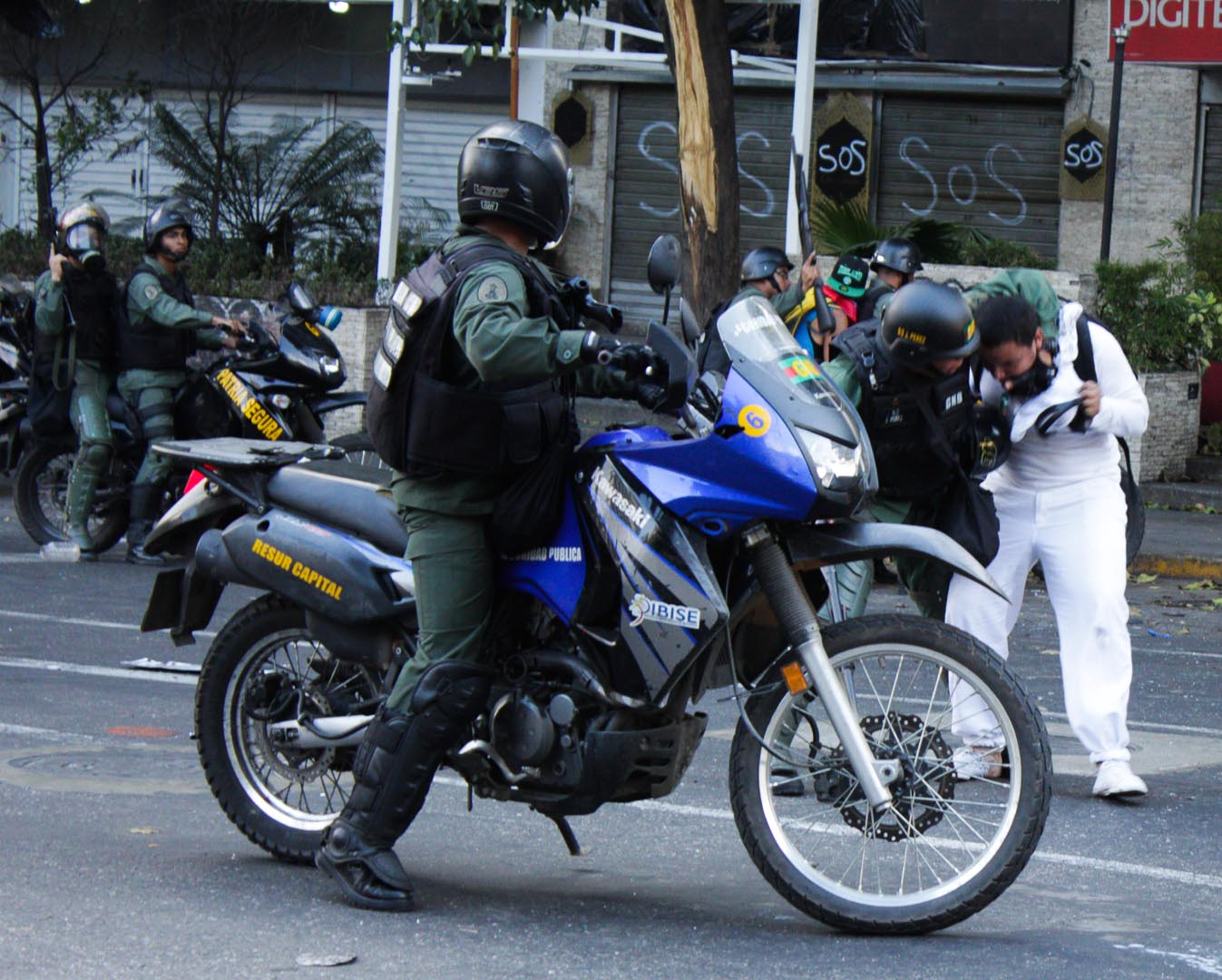
Nationalgarde hält einen Demonstranten fest.

Erstmals hatten die Proteste auch diplomatische Konsequenzen. Drei Beamte des US-Konsulats wurden aufgefordert, innerhalb von 48 Stunden das Land zu verlassen. Am 18. Februar wurden mehrere Demonstranten beschossen, darunter auch Génesis Carmona, die „Miss Turismo Carabobo 2013“, welche am darauf folgenden Tag ihren Verletzungen erlag. Leopoldo López ist von der Nationalgarde nach einer Rede bei einer Kundgebung verhaftet worden. Im Bundesstaat Táchira hat der venezolanische Innenminister Miguel Rodríguez Torres am 20. Februar Fallschirmjäger mobilisiert, um die Grenze zu Kolumbien zu schützen. Auch wurden Militärflugzeuge und Hubschrauber gesichtet, welche über San Cristóbal flogen. Am 23. Februar wollte die Regierung den ehemaligen General Ángel Vivas verhaften. Ihm wurde vorgeworfen, einen Mord begangen und Demonstranten ausgebildet zu haben. 30 Männer sind daraufhin vor seinem Haus aufgetaucht. Vivas drohte, jeden zu erschießen, der sich dem Eingang nähern werde. Am 24. Februar wurden in Caracas verschiedene Straßen von den Demonstranten mit Barrikaden blockiert. Bei Eintreffen der Polizei verschwanden die Demonstranten, um an anderer Stelle neue Barrikaden zu errichten. In Valencia jedoch verteidigten Demonstranten ihre Barrikaden gegen die anrückende Polizei. Währenddessen wurden in 20 Städten, welche von oppositionellen Bürgermeistern regiert werden, die Karnevalsveranstaltungen abgesagt. Ungeachtet dessen rief Maduro den 27. Februar zum arbeitsfreien Tag aus.
Am 26. Februar haben Frauen, die sogenannten Mujeres de Venezuela, zu einem friedlichen Protest aufgerufen. Bei ihrer Demonstration forderten sie, dass das Militär die Gewalt gegen die Studenten einstellen solle. Die Polizei verhielt sich gegenüber den Frauen zurückhaltend. An der Kundgebung beteiligten sich auch María Corina Machado und die Ehefrau von López, Lilian Tintori. In Táchira wurde jedoch eine Statue von Hugo Chavez geköpft. Am 2. März gingen zahlreiche Jugendliche auf die Straßen, um ihren Forderungen Nachdruck zu verleihen. Zudem wurde auch die Freilassung der verhafteten Demonstranten verlangt. Währenddessen entließ Maduro Dutzende Demonstranten und auch eine Journalistin aus der Haft. Insgesamt sollen 20.000 Menschen an dem Tag demonstriert haben.

### März
Am 20. März wurde Oppositionsbürgermeister Vicencio Scarano Spisso in einem Schnellverfahren vom Obergerichtshof zu zehneinhalb Monaten Haft wegen Befehlsverweigerung verurteilt. Scarano wäre der Richterin zufolge der Anordnung des Obergerichtshofs nicht gefolgt, wonach die ihm untergeordnete Gemeindepolizei die Barrikaden der Studenten hätte entfernen müssen. Anwälte der Verteidigung erwiderten, die Lokalpolizei wäre nicht befugt, Barrikaden zu entfernen, wenn es dort Demonstranten gäbe und dass die Nationalpolizei in diesem Fall heranrücken müsste. Verschiedene Oppositionspolitiker behaupteten, die Regierung Maduros wolle lediglich Scarano ausschalten. Der Nationalrat rief zu Neuwahlen in der Gemeinde San Diego ein.

### Mai
Am 8. Mai lösten die venezolanischen Militärs die Studentenlager auf. Über 243 Studenten wurden festgenommen.

## Verlauf 2016

### September
Im September 2016 demonstrierten Hunderttausende gegen die Verschleppung des Abwahl-Referendums gegen den Präsidenten.

### Oktober
Auch im Oktober gingen Zehntausende Menschen auf die Straßen um gegen die verfassungswidrige Absage des Abwahl-Referendums zu protestieren.

## Verlauf 2017

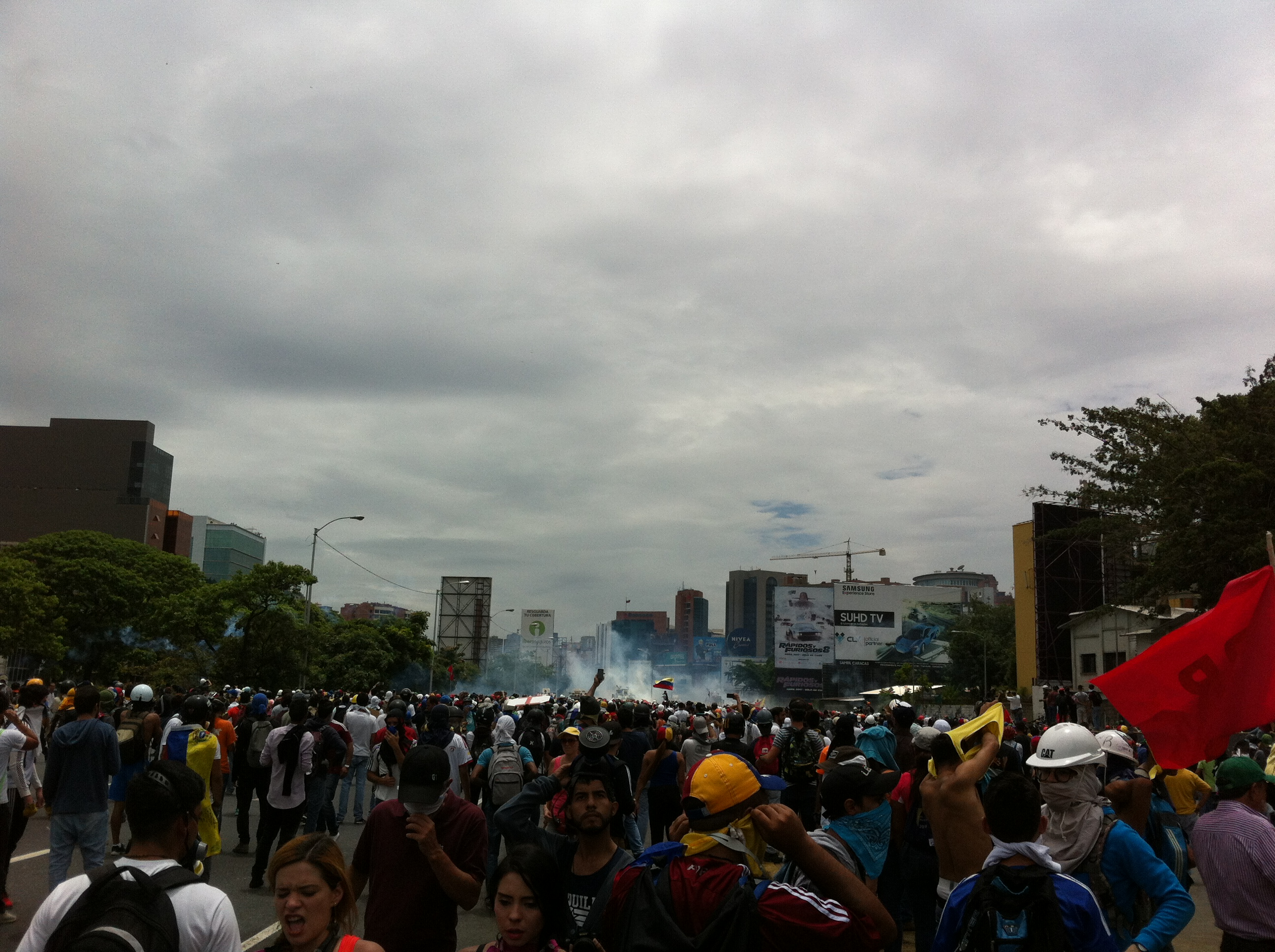
Demonstration gegen die Regierung in Caracas am 3. Mai 2017. Rechts die rote Fahne der marxistisch-leninistischen Partei Bandera Roja (BR).

### April
Am 19. April 2017 setzten in Caracas Demonstranten bei Auseinandersetzungen mit Sicherheitskräften Steine und Molotowcocktails ein. Polizei und Nationalgarde setzen Tränengas und Gummigeschosse ein, um die Demonstrationen aufzulösen. In Caracas wurde ein 17-jähriger Oppositioneller von bewaffneten Motorradfahrern in den Kopf geschossen. Er erlag im Krankenhaus seinen Verletzungen. Ebenfalls Schussverletzungen unbekannter Motorradfahrer erlag in der im Westen des Landes gelegenen Stadt San Cristóbal, Hauptstadt des Bundesstaates Táchira, eine 23-Jährige. Auch aus den Bundesstaaten Zulia, Carabobo, Mérida und Anzoátegui wurden Unruhen mit zahlreichen Verletzten gemeldet.
20./21. April: Bei nächtlichen Unruhen in Caracas kamen zwölf Menschen ums Leben, sechs wurden verletzt. Im Stadtteil El Valle kam es zu Plünderungen und Brandschatzungen. Allein acht Todesopfer forderte ein Stromschlag durch ein Hochspannungskabel, als sie in einer Bäckerei einen Kühlschrank stehlen wollten. Andere Demonstranten erlagen Schussverletzungen.
Präsident Maduro kündigte an, die „Colectivos“, regimetreue Milizen, auf 500.000 Mann aufzustocken und alle zu bewaffnen. Niemand weiß genau, woher diese repressiven paramilitärischen Gruppen ihre Befehle erhalten.

### Mai
Am 1. Mai 2017 erklärte Maduro, er wolle eine 500-köpfige verfassunggebende Versammlung einberufen, die eine neue Verfassung ausarbeiten solle. Parlament oder Opposition sollten bei der Auswahl der Mitglieder nicht beteiligt werden. Auch dagegen wurde demonstriert und bis am 6. Mai 2017 waren bei allen Protesten insgesamt 37 Personen zu Tode gekommen.
Am 7. Mai 2017 wurde Liborio Guarulla, der Regierungschef des Bundesstaates Amazonas (Bundesstaat Amazonas), wie davor schon Henrique Capriles, von der venezolanischen Bundesregierung für 15 Jahre von politischen Ämtern ausgeschlossen.
Beim Versuch der Ausreise nach New York, um vor der UN-Menschenrechtskommission über seine Sicht der aktuellen Situation in Venezuela zu berichten, wurde dem Oppositionsführer Henrique Capriles der Reisepass für ungültig erklärt und ihm damit die Ausreise verweigert. Nachdem es in der von deutschen Auswanderern gegründeten Colonia Tovar zu Ausschreitungen gekommen war, wurde die Stadt am 19. Mai 2017 unter Militärkontrolle gestellt.

### Juni
Am 27. Juni kam es zu einem vermeintlichen Hubschrauberangriff auf das Gebäude des Obersten Gerichts, welches gerade tagte. Es wurden Handgranaten geworfen, die aber nicht explodierten. Dass der Vorfall von der Regierung inszeniert wurde, wird nicht ausgeschlossen. Die Gruppe um Óscar Pérez bekannte sich zu der Aktion.

### Juli
Anfang Juli stieg die Zahl der Toten im Rahmen der Proteste auf 90 Menschen. Die Generalstaatsanwältin Luisa Ortega Díaz kritisierte, dass sie bei ihren Ermittlungen gegen Nationalgardisten, Polizisten und regierungstreue Milizen durch das Innenministerium und das Verteidigungsministerium behindert würde.
Am 5. Juli stürmten paramilitärische Revolutionsmilizen das Parlament. Es sollte eine Sitzung zur Organisation einer Volksabstimmung über die verfassungswidrige Einberufung der Verfassunggebenden Versammlung gestört werden. Trotz der Störung einigte sich das Parlament darüber, am 16. Juli das Volk zu fragen. Bei dem Angriff wurden mehrere Abgeordnete und einige Angreifer verletzt. Unter den Angreifern konnte die Revolutionsmiliz Movimiento Revolucionario 23 de Octubre (Revolutionäre Bewegung 23. Oktober) identifiziert werden, einige Angreifer schwenkten die schwarzen Fahnen dieser Organisation. Die Regierungspartei PSUV verteidigte den Angriff, nach ihren Angaben wollten friedliche Bürger einen Brief beim Parlament einreichen.
Am 9. Juli gaben vier Führungsfiguren aus dem kritischen Chavismus, nämlich Germán Ferrer (PSUV), Eustoquio Contreras (Vanguardia Bicentenaria Republicana), Gabriela Ramírez und Nicmer Evans (Marea Socialista), eine Pressekonferenz, auf der sie die einseitige und verfassungswidrige Einberufung der Verfassunggebenden Versammlung durch Nicolas Maduro verurteilten und ihre Unterstützung zu der Volksbefragung aussprachen, welche das Parlament für den 16. Juli angekündigt hat. Im Juli rief die Bewegung nicht-polarisierter Parteien (Movimiento de partidos despolarizados) die Regierung um Nicolas Maduro dazu auf, die verfassungswidrige Einberufung der Verfassunggebenden Versammlung abzusagen. Zu der Bewegung nicht-polarisierter Parteien gehören Alternativa Uno, De frente con Venezuela, Fundahumanos, Plataforma ciudadana en defensa de la Constitución, Marea Socialista, Movimiento amplio en defensa de todos, Movimiento al Socialismo (MAS), Movimiento soluciones und Visión 360.
Am 16. Juli ist die Volksbefragung vom venezolanischen Parlament durchgeführt worden, bei der die Venezolaner insbesondere gefragt wurden, ob sie die Einberufung der Verfassunggebenden Versammlung durch den Präsidenten Nicolas Maduro ablehnen. 95 % der Teilnehmer lehnten die Einberufung der Verfassunggebenden Versammlung durch den Präsidenten ab. Die Volksbefragung wurde ohne Unterstützung der Wahlbehörde durchgeführt. Es nahmen trotzdem 7.535.259 Venezolaner an der Befragung teil. 2013 wurde Nicolas Maduro nach offiziellen Angaben von ca. 7.500.000 Wahlberechtigten gewählt (Präsidentschaftswahl in Venezuela 2013). Die Beteiligung an der Volksbefragung war auch in der ehemaligen Hochburg des Chavismus Catia hoch. Revolutionsmilizen griffen die Wähler an und lösten die Wahlveranstaltung auf. Bei dem Angriff wurde eine 61-jährige Frau erschossen, die Bürger suchten anschließend in der Kirche El Carmen Zuflucht. Die Kirche wurde anschließend stundenlang von den regierungstreuen Revolutionsmilizen belagert. Unter den Zufluchtssuchenden in der Kirche befand sich auch der Kardinal Jorge Urosa. Unter den regierungsnahen Stoßtruppen, die auf die Wähler schossen, konnte die Frente Miliciano de Sucre (FMS) identifiziert werden. Es gibt 2017 mehr als 50 solcher paramilitärischer, teilweise schwerbewaffneter Revolutionsmilizen, obwohl nach Artikel 324 und 328 (Verfassung Venezuelas von 1999) das Kriegswaffenmonopol beim unparteiischen venezolanischen Staat liegen sollte.

### Dezember
Im Dezember 2017 begannen wieder Proteste. Dieses Mal hauptsächlich von aktuellen oder ehemaligen Regierungsanhängern. Die regierungsaffine Bevölkerung verlangte die Einlösung von Versprechen, wie die Verteilung des der subventionierten Lebensmittelpakete CLAP. Bei den Dezember-Protesten distanzierten sich viele Regierungsanhänger von der sozialistischen Einheitspartei Venezuelas und protestierten allgemein gegen die Misswirtschaft, den Hunger und die Kriminalität.
In diesem Monat wurde die Operación Génesis (deutsch „Operation Genesis“) in Caracas von den Aufständischen um Óscar Pérez durchgeführt. Bei dieser Aktion wurde ein Waffenlager der Nationalgarde überfallen, dabei wurden Waffen gestohlen und die anwesenden Nationalgardisten gefesselt. Durch ein Täuschungsmanöver, das Verkleidung beinhaltete, konnte dabei auf Gewalt verzichtet werden, es gab weder Tote noch Verletzte. Óscar Pérez und seine Aufständischen haben diese Aktion nach dem 1. Buch Mose benannt, eventuell, um anzudeuten, dass dies erst der Anfang ihrer Aktionen bedeutete.
Am 30. Dezember 2017 wurde bei den Dezemberprotesten für versprochene Lebensmittel eine junge Frau von einem Nationalgardisten erschossen.

## Verlauf 2019

### Januar
Bei landesweit hunderten Protesten im Januar 2019 starben mindestens 35 Menschen. 850 Personen wurden von den Sicherheitskräften verhaftet. Die Demonstranten bekundeten ihre Unterstützung für den Übergangspräsidenten Juan Guaidó und dessen Forderung nach Präsidentschaftsneuwahlen und Hilfslieferungen an die hungernde Bevölkerung. Anders als 2017 setzte die Regierung für die Unterdrückung der Proteste nicht wie 2014 und 2017 die Nationalgarde ein, sondern sandte die Spezialeinheit FAES, die gezielt ca. 30 Menschen in den Armenvierteln Catia und Petare außergerichtlich hinrichteten, um die ärmeren Schichten vom Protest abzuhalten.

### Mai
Am 3. Mai 2019 kolportierte der peruanische Journalist Jaime Bayly, dass die venezolanische Präsidentengattin Celia Flores mit einem russischen Flugzeug in die Dominikanische Republik gereist ist und im luxuriösen Touristenort Cap Cana ein Anwesen für 18 Millionen US$ gekauft habe. Es wird spekuliert, ob ihr Ehemann Nicolas Maduro ihr dorthin ins Exil folgen wird.